# Koshikibu no naishi
Koshikibu no naishi (jap. 小式部内侍 Koshikibu no naishi; ur. około 999, zm. około 1025-1026) – japońska poetka, tworząca w okresie Heian. Zaliczana do Trzydziestu Sześciu Mistrzyń Poezji. 

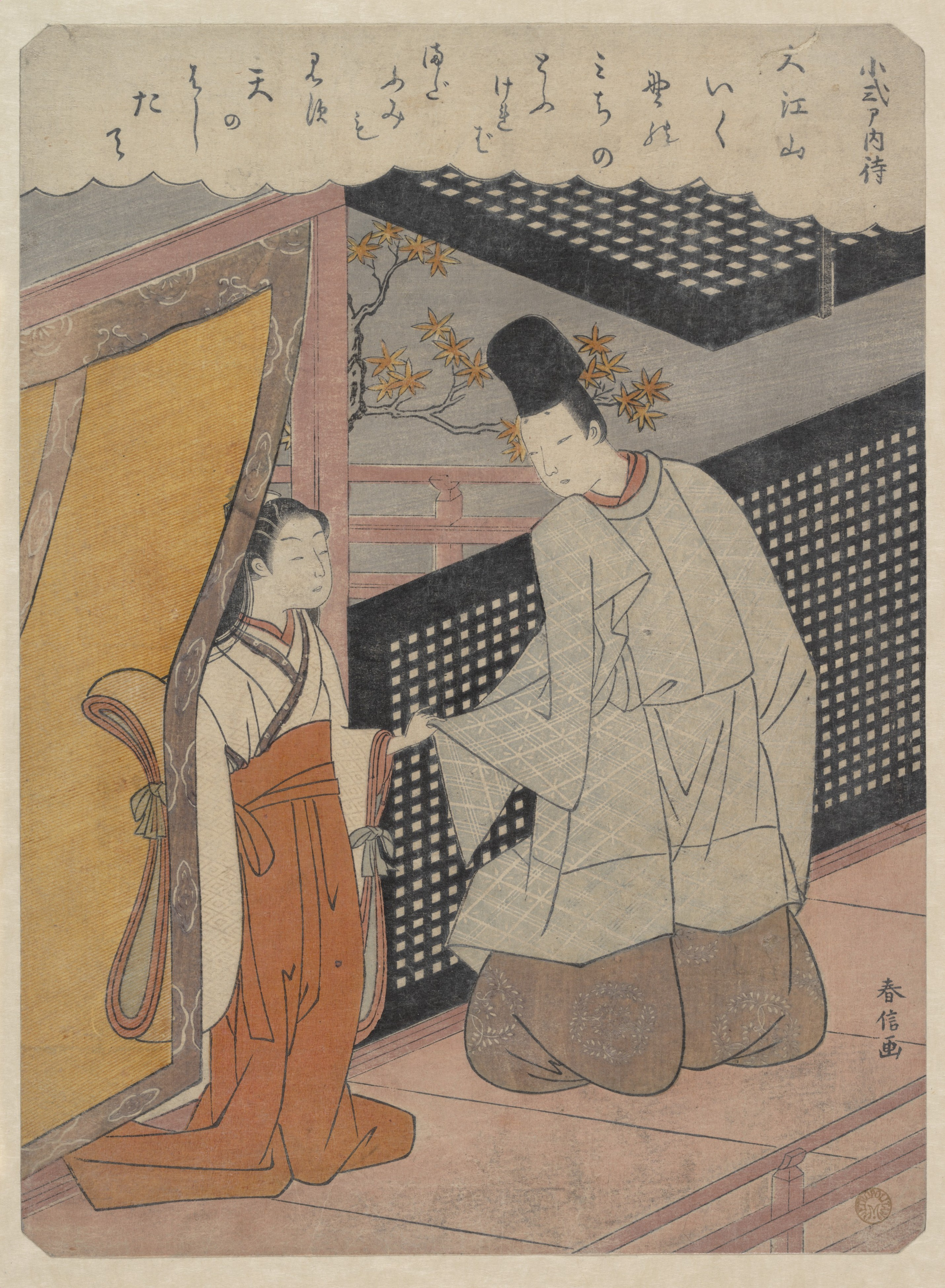
Koshikibu no naishi, ilustracja z Ogura Hyakunin-isshu

Córka Izumi Shikibu i Tachibany no Michisady. Wraz z matką służyła jako dama dworu cesarzowej Shōshi. Związana była z Fujiwarą no Norimichim, z którym w 1016 r. miała syna Jōena. Zmarła w 1025 lub 1026 r. przy porodzie drugiego syna.
Cztery utwory jej autorstwa zamieszczone zostały w cesarskiej antologii poezji (Goshūi wakashū). Jeden z jej wierszy wybrany został również do Ogura Hyakunin-isshu.